# Kältestarre

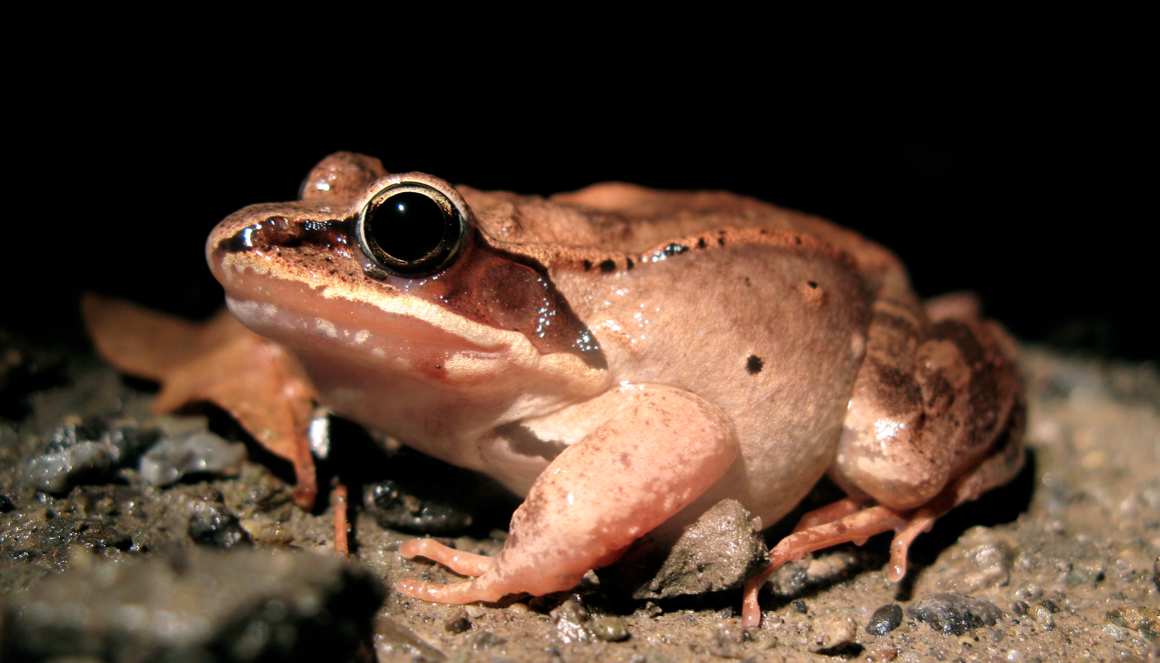
Der Waldfrosch überlebt auch Außentemperaturen von −20 °C

Die Kältestarre oder Winterstarre ist ein Zustand, in den wechselwarme (poikilotherme) Tiere und Pflanzen verfallen, wenn die Temperatur unter das tolerierte Minimum fällt. Es handelt sich hierbei um einen reversiblen Prozess, durch den die Lebensfunktionen von einem Organismus auf ein Minimum heruntergefahren werden und der insbesondere beim Überwintern eine wichtige Rolle spielt.

## Physiologie
Bei Tieren wird die Kältestarre, anders als der Winterschlaf bei gleichwarmen Tieren, zwingend von fallenden Temperaturen eingeleitet, sie ist nicht chronobiologisch reguliert. Die Körpertemperatur entspricht der Außentemperatur, alle Lebensvorgänge reduzieren sich bei fallenden Temperaturen gemäß der RGT-Regel, so dass das Tier bei zu tiefen Temperaturen nicht etwa die Winterstarre aktiv beendet, sondern erfriert. Der Herzschlag pro Minute ist meist sehr gering, genau wie die Atemfrequenz. Das Herzminutenvolumen sinkt deutlich. Bei der Kältestarre werden auch die Augen offen gelassen. Bewegungen sind während der Kältestarre nicht möglich, es kann auch keine Nahrung aufgenommen werden.
Pflanzen stellen dabei den Wassertransport über das Plasma ein. Während die Zellstrukturen bei frostharten Pflanzen nicht geschädigt werden, stört die Eisbildung im Gewebe empfindlicherer Gewächse die Koordination des Stoffwechsels, was zu Kältestress sowie einem teilweisen oder vollständigen Absterben der Pflanze führt.
Wechselwarme Tiere verlangsamen zunächst die Atmung und stellen die Muskelbewegungen ein. Sinken die Temperaturen tiefer, als es der Organismus toleriert, kommt es während der Überwinterung zum Kältetod.
Frösche weisen im Zustand der Kältestarre keinerlei Hirnfunktion mehr auf. Ihr Herz schlägt nicht und ihre inneren Organe arbeiten ebenfalls nicht. Dass sie dennoch nicht tot sind, ist erst  klar, wenn sie im Frühling wieder "auftauen".
Während Frösche Sauerstoff unter Wasser über die Haut aufnehmen können, nehmen Schildkröten ihn im Wasser über den Mund- und Rachenraum auf. Ergänzend verfügen einige Arten über zwei dünnwandige Säcke an der Kloake (Analblase), die jeweils mit winzigen, von Blutgefäßen durchzogenen Oberflächenstrukturen (Papillen) ausgestattet sind. Außerdem können Schildkröten, die auf dem Grund von Gewässern überwintern, zur Energiegewinnung unter anaeroben Bedingungen anaerobische Glykolyse betreiben.

## Tierarten
Zu den Tieren, die den Winter in den kälteren Klimazonen in Kältestarre überdauern, gehören viele Insekten, Schnecken, Amphibien (z. B. Frösche und Kröten) und Reptilien (z. B. Eidechsen, Schlangen, Schildkröten).
Teichmolche verbringen drei bis vier Monate, Blindschleichen und Kreuzottern vier bis fünf Monate, Laubfrösche und Zauneidechsen fünf bis sechs Monate im Zustand einer Winterstarre. Eine erhöhte Glucosekonzentration in den Körperflüssigkeiten kann bei leichtem Frost ein tödliches Einfrieren verhindern.
Der körpereigene Frostschutz des Waldfroschs, der den Beinamen Eisfrosch trägt, besteht überwiegend aus Harnstoff und Glucose und ermöglicht es ihm in Alaska bei Außentemperaturen im zweistelligen Minusbereich zu überleben.